# Ura (rivière)
Pour les articles homonymes, voir Ura.
La rivière Ura (en estonien : Ura jõgi) est un fleuve qui s'écoule dans le Comté de Pärnu en Estonie.

## Présentation
La riviere prend sa source dans les zones humides de Tõrga raba et Nigula raba, dans la commune de Saarde, à environ 3 kilomètres au nord de la frontière avec la Lettonie. Elle s'étend principalement vers le nord, parallèlement à la rivière Reiu. 
La rivière mesure 58,4 kilomètres de long et la superficie de son bassin versant est de 186 km2.
Elle se jette dans la mer Baltique.

## Galerie

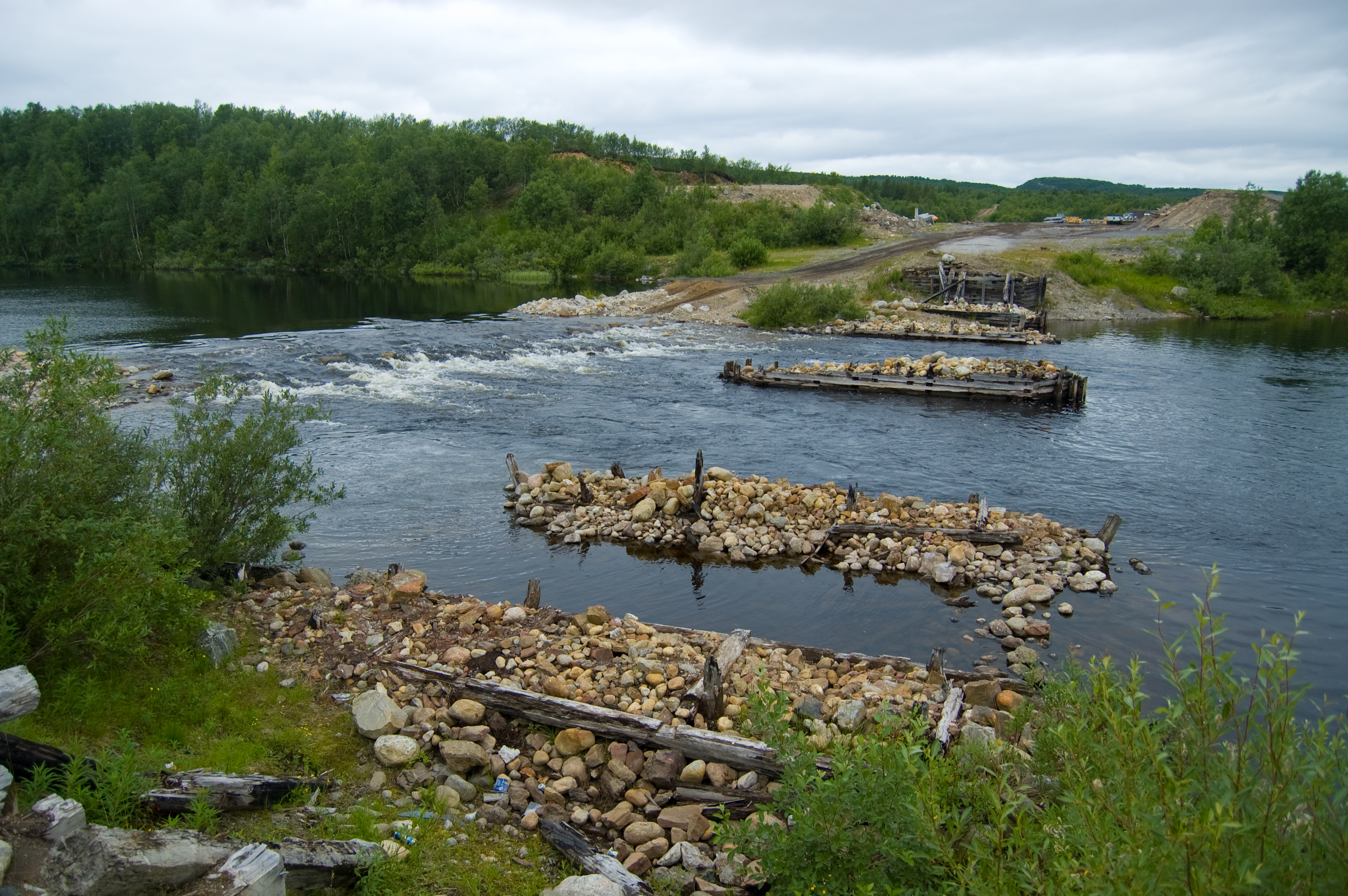
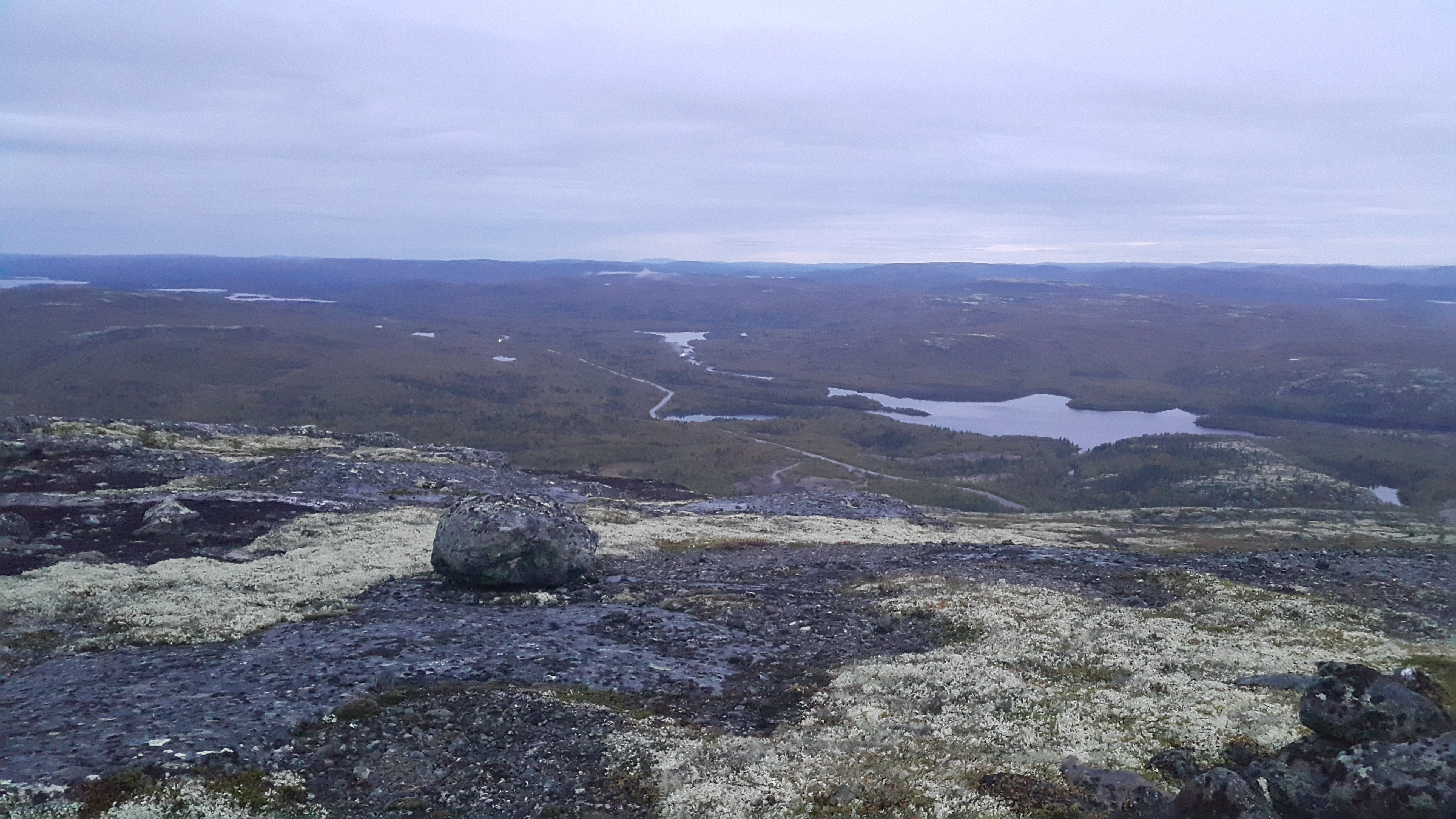
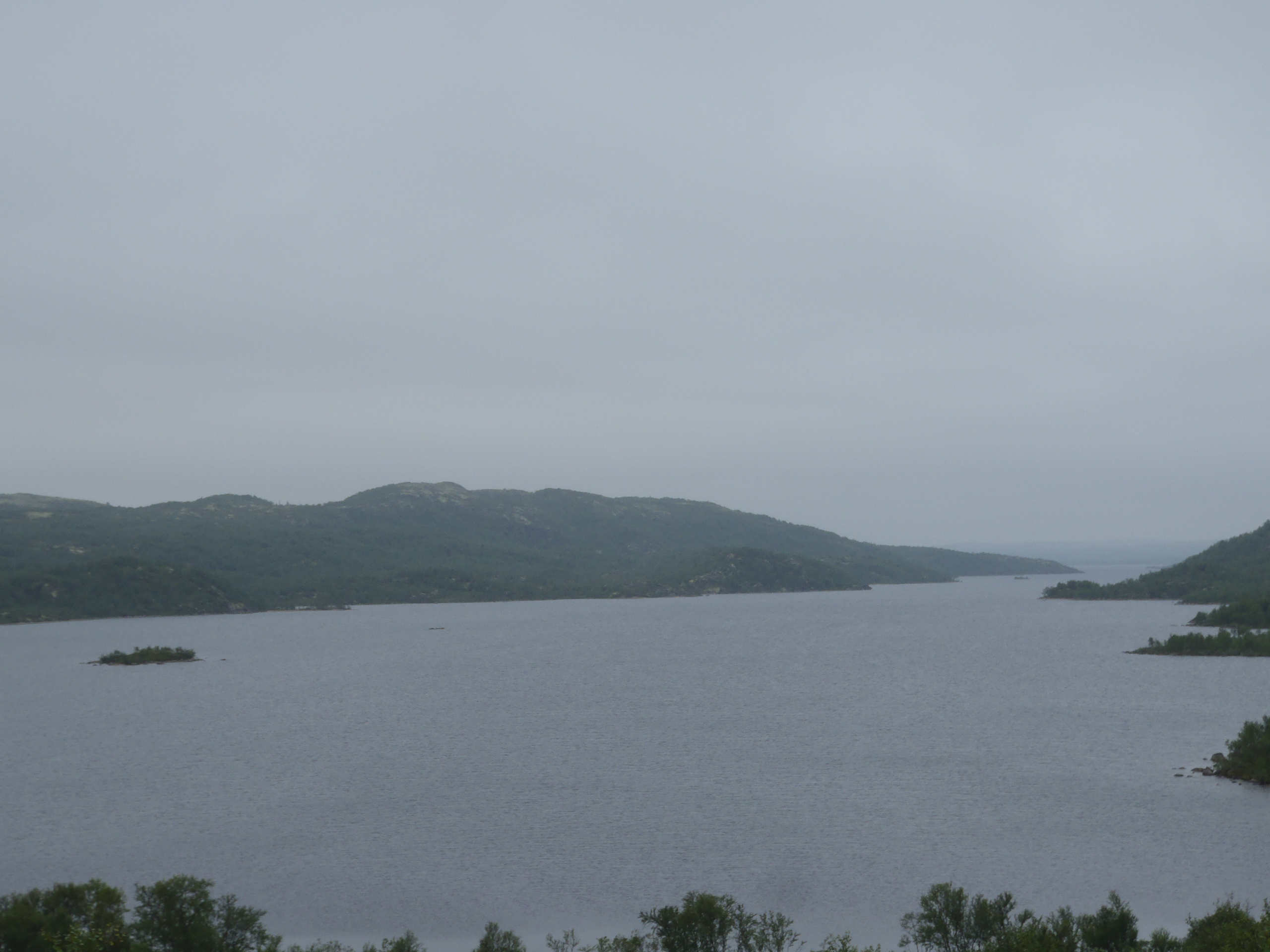

### Articles  connexes
- Liste des cours d'eau de l'Estonie